# Ру (кулинария)
Ру (фр. roux «рыжий») — термически обработанная смесь муки и жира, обычно растопленного сливочного масла. Обыкновенно используется как загуститель в соусах или основа для некоторых супов. Является одним из основных компонентов для классических соусов французской кухни, включая бешамель, велуте и эспаньоль. Японское карри готовится на основе особого вида ру, где часть муки заменяется на пряный порошок карри.
Для приготовления ру обычно используют сливочное масло, реже — смалец (лярд) или растительные масла.

## Виды
- Белое ру (фр. roux blanc) — основными компонентами являются сливочное масло и пшеничная мука, которая пассеруется в распущенном на сковороде масле или в духовом шкафу без изменения цвета.
- Золотистое ру (фр. roux blond) — мука пассеруется до золотистого цвета.
- Красное ру (фр. roux brun) — мука пассеруется до коричневато-красного цвета; также в неё иногда добавляется мясной сок от жарки.